# NGC 6507
NGC 6507 (również OCL 32) – gromada otwarta znajdująca się w gwiazdozbiorze Strzelca. Odkrył ją William Herschel 27 czerwca 1786 roku. Jest położona w odległości ok. 4 tys. lat świetlnych od Słońca.